# Grenadill

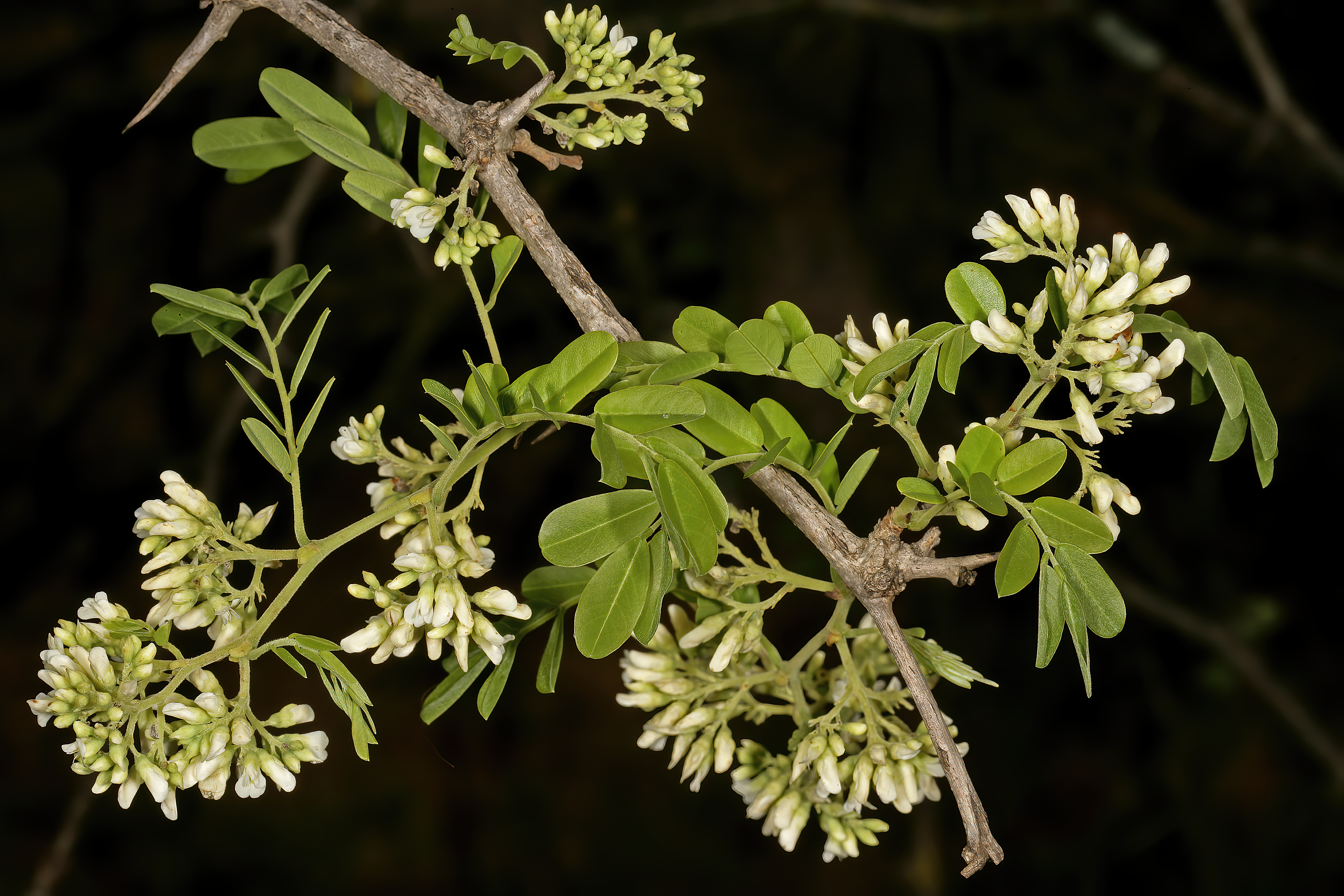
Blütenstand

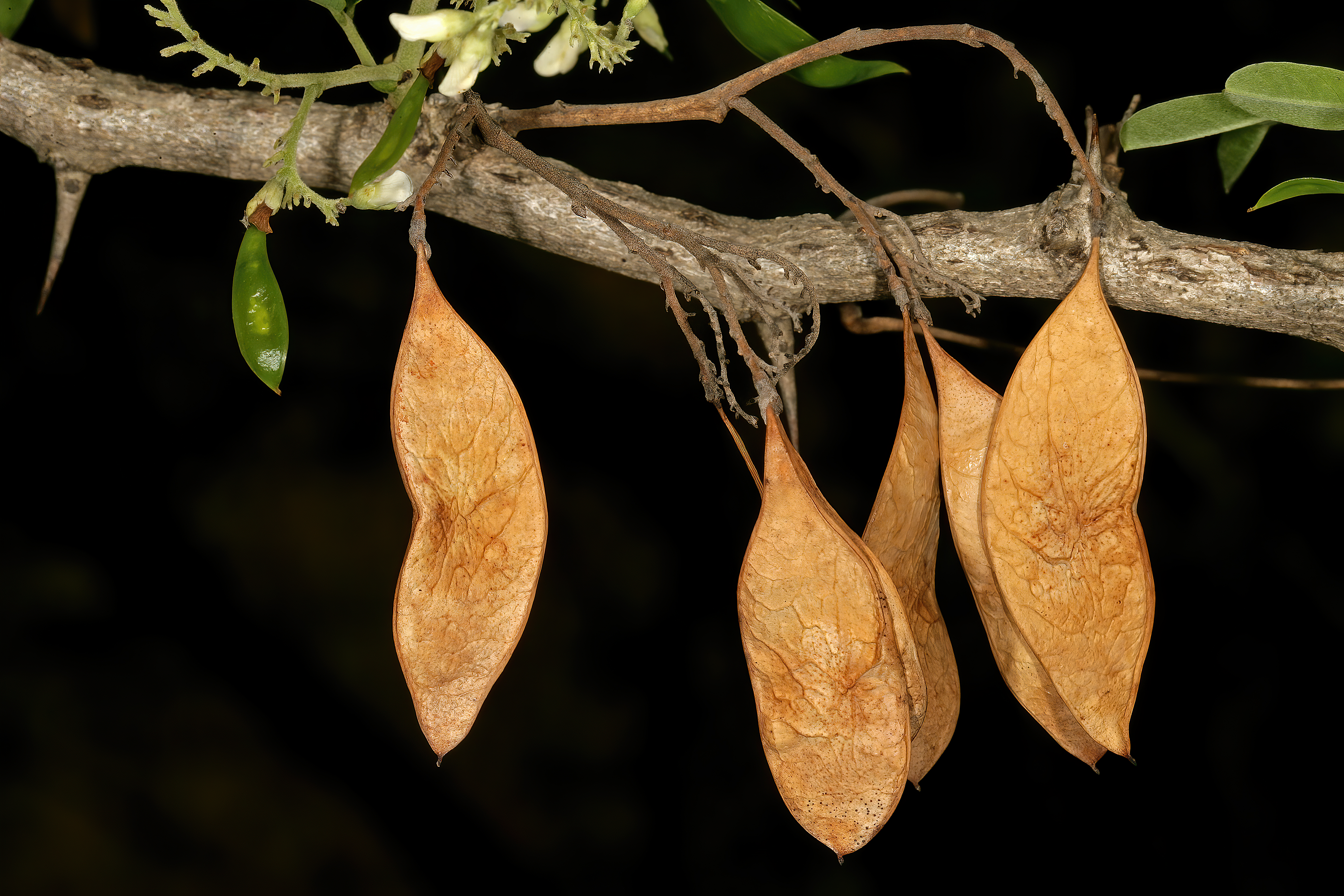
Früchte

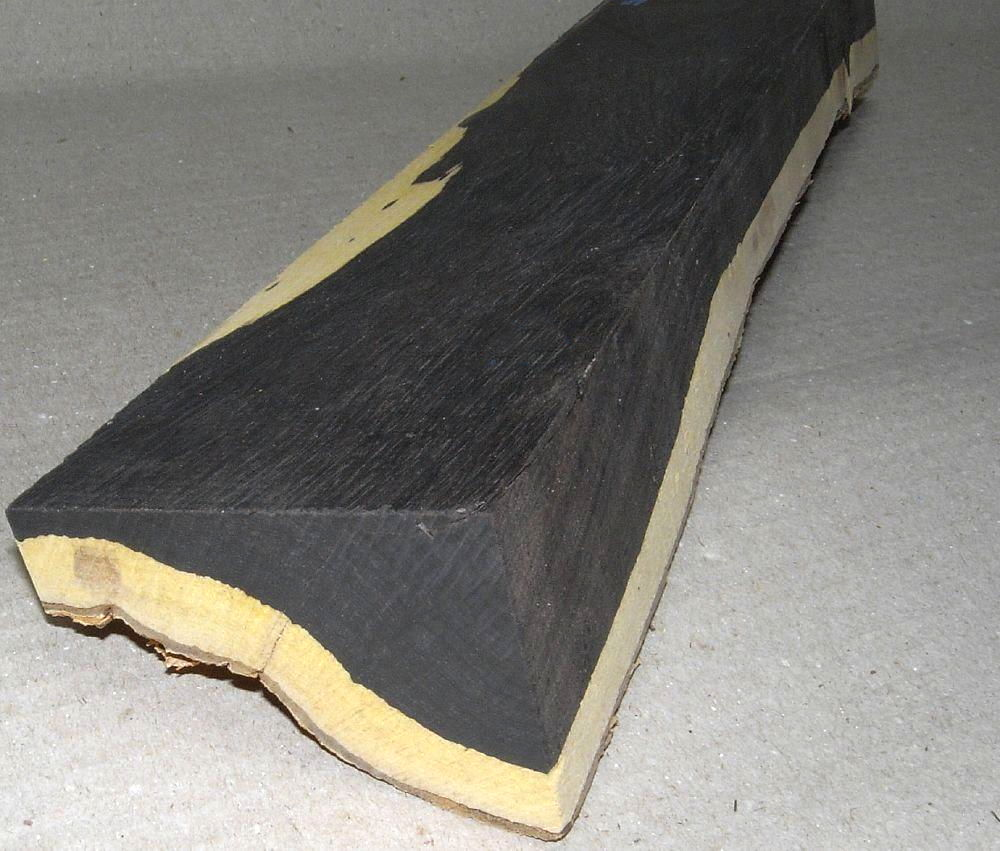
Grenadill-Holz

Dalbergia melanoxylon ist eine Pflanzenart aus der Gattung der Dalbergien (Dalbergia) in der Unterfamilie der Schmetterlingsblütler (Faboideae). Grenadill, Grenadilha, Afrikanisches Grenadill (engl. african grenadillo, frnz. Grenadille d'Afrique) oder Afrikanisches Schwarzholz (engl. african ironwood), Afrikanisches Ebenholz (engl. african ebony) oder Zebraholz (engl. zebra wood, afrikaans sebrahout) sind Handelsnamen des sehr schweren Holzes, welches zu den Eisenhölzern zählt.
Wie bei anderen Vertretern der Dalbergia-Gattung wird das Holz auch als Palisander (engl. rosewood) bezeichnet. Dalbergia melanoxylon ist mikroskopisch eindeutig zu identifizieren.
Grenadill ist zu unterscheiden von einer Reihe anderer Tropenhölzer mit ähnlichen Bezeichnungen:
- Als Granadillo werden Palisanderhölzer wie Dalbergia granadillo, Dalbergia retusa und Dalbergia tucurensis bezeichnet,[8][3] die in Zentralamerika vorkommen, sowie auch verschiedene Platymiscium-Arten wie Platymiscium yucatanum[9] und Platymiscium pinnatum aus Mittel- und Südamerika[10][11] und Ebenholz (Diospyros spp.; engl. ebony).
- Als (Amerikanisches) Grenadill, Granadillo, Granadilla oder Grenadilla wird Brya ebenus bezeichnet.
- Granadillo ist eine Bezeichnung für Brya microphylla.
- Grenadilla und Grenadillo kann auch die Bezeichnung des Holzes von Inga vera und Buchenavia tetraphylla (auch Granadillo) sein.
- Schließlich kann mit Grenadillo oder Granadillo auch Crinodendron tucumanum, Pithecellobium pithecolobioides, Dalbergia glomerata, Couroupita guianensis, Caesalpinia granadillo, Ocotea spathulata, Eugenia ligustrina oder Hypericum canariense gemeint sein.[12][13][14][15]

## Beschreibung
Dalbergia melanoxylon wächst als reich verzweigter, dorniger Strauch oder kleiner Baum bis zu einer Höhe von 4,5 bis 7,5 Metern, bzw. 6 bis 9 Metern nach anderer Quelle oder auch manchmal bis etwa 15 Meter hoch. Die reifen Bäume sind fast alle hohl, so dass verschiedene Tierarten dort Schutz finden. Der Stamm ist oft geriffelt und knorrig.
Die spiralig angeordneten und gestielten Blätter sind unpaarig gefiedert und bis 20 Zentimeter lang. Die kurz gestielten, ledrigen und meist abgerundeten bis leicht eingebuchteten Blättchen mit ganzem Rand sind elliptisch bis verkehrt-eiförmig und bis etwa 5,5 Zentimeter lang. Die Nebenblätter sind abfallend.
Es werden end- oder achselständige, vielblütige, leicht behaarte Rispen gebildet. Die zwittrigen und fast sitzenden Schmetterlingsblüten mit kleinem Kelch sind weiß und duftend.
Es werden nicht öffnende, bis 7 Zentimeter lange, grau-bräunliche, flache und kahle Hülsenfrüchte, mit bis zu vier, aber oft nur mit einem bis zwei nierenförmigen und rötlich-braunen, stark abgeflachten Samen gebildet. Die Samen sind etwa 8 bis 9 Millimeter lang und nur 0,5 bis 0,7 Millimeter dick.
Die Chromosomenzahl beträgt 2n = 20.
Grenadill-Holz ist ein tief dunkelbraunes bis fast schwarzes Hartholz der Palisander-Familie mit feiner schwarz-violetter Zeichnung. Mit einer Dichte von 1400 kg/m3 und einer durchschnittlichen Darrdichte von 1200 kg/m3  (bzw. 1270 kg/m3 nach anderer Quelle) ist Grenadill eines der schwersten Hölzer überhaupt. Das dunkle Kernholz ist von einer leuchtend gelben, recht dünnen Splintholzschicht umgeben; der allgemein verwendete Teil des Baumes ist das Kernholz. Es ist sehr fein und homogen strukturiert und fühlt sich bei Berührung glatt und etwas ölig an.

## Verbreitung und regionale Bezeichnungen
Dalbergia melanoxylon kommt in trockenen Savannengebieten im südlichen Ostafrika (Äthiopien, Sudan, Kenya bis Simbabwe) und in Westafrika (Senegal bis Nigeria und Tschad) und in Zentralafrika, bis Botswana und Namibia vor, gilt aber in vielen Teilen als bedroht oder ausgebeutet. Die Hauptverbreitung liegt in Mosambik, wo es Mosambik-Ebenholz genannt wird, und in Tansania, wo es als Mpingo bekannt ist. Eingebürgert wurde die Art in Indien und Australien.

## Taxonomie
Dalbergia melanoxylon wurde 1832 von Jean Baptiste Antoine Guillemin und George Samuel Perrottet in Florae Senegambiae Tentamen, seu Historia Plantarum in Diversis Senegambiae Regionibus a Peregrinatoribus Perrottet et Leprieur Detectarum Seite 227 erstbeschrieben.

## Handel und Nutzung
Grenadill-Holz wird vor allem aus Mosambik und Tansania importiert und wurde im Handel früher als Senegal-Ebenholz oder Mosambik-Ebenholz bezeichnet, obwohl es nicht zur biologischen Familie der Ebenholzgewächse gehört. Jedoch stammt das Wort „Ebenholz“ (engl. ebony, frz. ébène) und die Idee des so benannten tiefschwarzen Holzes aus der Bibel (Hebr. הָבְנִים – håvnîm, von ägyptisch hbny), was tatsächlich Grenadillholz bezeichnet. Zu Beginn des 16. Jahrhunderts wurde es von portugiesischen Händlern erstmals nach Europa gebracht und hat sich seither einen festen Platz im Holzblasinstrumentenbau erobert.
Englische Handelsbezeichnungen sind african blackwood, african ironwood oder african ebony, im südlichen Afrika auch zebrawood. Die französische Bezeichnung lautet granadille d'afrique und die portugiesische pau-preto.
Die internationale Nachfrage teilt sich im Wesentlichen in die folgenden drei Bereiche ein:
- Weltweite Nachfrage für Musikinstrumente;
- Nachfrage Chinas für die Möbelherstellung;
- Internationale Nachfrage an afrikanischen Holzschnitzarbeiten (meist im Rahmen von Tourismus).

Wegen der hohen Härte werden bei der Verarbeitung Sägen mit Zähnen aus Hartmetall verwendet. Wegen seiner hohen Dichte ist es luftundurchlässig, und aufgrund der Härte lassen sich in das Holz exakte und scharfe Kanten drechseln. Es wird vor allem im Holzblasinstrumentenbau, hauptsächlich für Klarinetten, Oboen und Querflöten, aber auch für Blockflöten und einige Sackpfeifen wie die Great Highland Bagpipes und galicische Dudelsäcke verwendet. Auch Teile von Orgel- und Klaviertastaturen werden mitunter aus Grenadill gefertigt. Inzwischen wird es auch beim Bau von akustischen Gitarren (z. B. George Lowden) verwendet. Musikinstrumente machen jedoch nur einen sehr geringen Anteil am weltweiten Verbrauch von Grenadillholz aus. So sollen nur 0,04 % des Grenadillholzes, welches Mosambik weltweit exportiert, für den Bau von Musikinstrumenten verwendet werden. Konkret sind es nur 255 von etwa 720.000 Kubikmetern jährlich.
Seines langsamen Wuchses und des derzeit steigenden Verbrauchs wegen treten bereits erste Engpässe in der Versorgung mit Grenadillholz auf. Seit dem 2. Januar 2017 ist Dalbergia melanoxylon, wie alle Dalbergien, im Anhang II des Washingtoner Artenschutzabkommens CITES aufgelistet. Der Handel mit Grenadillholz und aus diesem hergestellten Produkten unterliegt seitdem strengen Kontrollen. Der Handel mit (fertigen) Musikinstrumenten aus den meisten Dalbergienarten (inklusive Grenadill) ist im August 2019 in einer Ausnahmeregelung wieder gelockert worden.
Aus diesen Gründen experimentieren seit einiger Zeit manche Holzblasinstrumentenbauer zum Herstellen ihrer Instrumente mit Alternativhölzern. Bei Klarinetten z. B. könnte Mopane eine zunehmende Rolle spielen.
Das Laub und die Früchte dienen als Viehfutter und werden besonders von Ziegen gerne gefressen.